# 八大山人站
八大山人站位于中华人民共和国江西省南昌市青云谱区迎宾北大道与定山路交叉口地下，是南昌地铁3号线的地铁车站，车站于2020年12月26日和3号线一同启用。

## 车站结构
车站位于定山路（规划青云谱路）与迎宾大道的交叉口，为地下二层岛式车站:54。

### 楼层
| 1层  | 地面               | 出入口                     |  |  |
| -1层 | 站厅               | 自动售票机、客服中心       |  |  |
| -2层 |                    | █ 3号线 往银三角北（邓埠） |  |  |
|      | 岛式站台，左侧开门 |                            |  |  |
|      |                    | █ 3号线 往京东大道（施尧） |  |  |

### 设计
本站是3号线的特色站之一，车站以八大山人的《乡人约南登》为设计元素，提取画中轮廓做成扇形的灯具并进行模块阵列组合，将南昌传统文化与现代技术的相互融合，让乘客感受到浓浓的人文特色文化。

### 出入口
| 编号                   | 指示           | 图片 | 建议前往的目的地                           |
| ---------------------- | -------------- | ---- | ------------------------------------------ |
| 出口 · 2L              | 迎宾北大道东侧 |      | 定山路、定山小学、八大山人梅湖景区         |
| 出口 · 4L · 升降机标志 | 迎宾北大道西侧 |      | 江西工程职业学院、江西管理职业学院、焕章路 |
| 註： 設有              |                |      |                                            |

## 历史
- 在2012年的规划中显示该站名为“定山路站”[3]。
- 2014年3月21日公布的“南昌市城市快速轨道交通建设规划（2014-2020）环评”显示本站名为八大山人站，为高架站[4]。
- 2014年10月29日南昌市轨道交通3号线工程项目环境影响评价第一次公示信息确认包括本站在内的3号线所有车站以及路段改为地下敷设[5]
- 2015年5月5日《南昌市城市轨道交通第二期建设规划(2015-2021)》得国家发改委批复，显示本站名为“八大山人站”[6]。
- 2015年7月20日南昌市轨道交通3号线工程环境影响评价文件拟受理情况的公示，[7]公布了《南昌市轨道交通3号线工程环境影响报告书（公示稿）》[1]。
- 2015年8月4日《关于南昌市轨道交通3号线工程规划选址的批前公示》，“八大山人站”位于定山路（规划青云谱路）与迎宾大道的交叉口[8][9]。